# Альбертини, Деметрио
Деме́трио Альберти́ни (итал. Demetrio Albertini; род. 23 августа 1971[…], Безана-ин-Брианца, Ломбардия) — итальянский футболист, полузащитник, проведший большую часть игровой карьеры в итальянском «Милане». За 12 лет выступлений составе национальной сборной Италии провёл 79 матчей, в которых забил 3 мяча, серебряный призёр мирового (1994) и европейского (2000) первенств.

## Клубная карьера
Родился в городке Безана-ин-Брианца, провинция Милан. Воспитанник системы подготовки молодых футболистов «Милана», дебютировал в составе клуба в возрасте 17 лет в 1989 году. Часть сезона 1990/91 провел на правах аренды в «Падове», затем в сезоне 1990/91 смог закрепиться в основе «Милана» и провел в итоге почти 300 матчей за клуб, завоевал три чемпионских титула в 1992—1994 годах, а позднее ещё два скудетто — в 1996 и 1999 годах. Кроме того, он провел 41 игру в Лиге чемпионов, при этом клуб три раза подряд смог добраться до финала турнира (1993—1995), и одержать победу в 1994 году. Также Альбертини участвовал в победе в матче за Суперкубок Европы.
После 14 лет, проведенных в клубе, в 2002 году Альбертини решил покинуть «Милан», и в последующие несколько лет нигде надолго не задерживался: сезон 2002/03 провел на правах аренды в «Атлетико», в 2003/04 выступал в «Лацио», а сезон 2004/05 начал в «Аталанте». В январе 2005 года он перешёл в испанскую «Барселону».
В декабре 2005 года Альбертини объявил о завершении профессиональной футбольной карьеры и о намерении в будущем стать тренером. В устроенном в его честь товарищеском матче между «Миланом» и «Барселоной» приняли участие великие имена прошлого и настоящего: Марко Ван Бастен, Рууд Гуллит, Франк Райкаард, Франко Барези и другие. Матч прошёл 15 марта 2006 года на стадионе «Сан Сиро», победу со счетом 4:2 одержал «Милан», а сам Альбертини забил первый гол, образцово закрутив мяч в ворота со штрафного.

## Карьера в сборной
В национальной сборной Италии Альбертини провел 79 матчей, забил 3 мяча. Дебютный матч за сборную состоялся 21 декабря 1991 года в матче против Кипра. Был в составе команды на чемпионате мира 1994 и 1998 годов, чемпионатах Европы 1996 и 2000 годов. В 1992 году он участвовал в составе итальянской олимпийской сборной в футбольном турнире Летних Олимпийских игр в Барселоне. В 6 матчах за сборную Альбертини выводил её на поле в качестве капитана. Последняя игра Альбертини в сборной состоялась 27 марта 2002 года против Англии в Лидсе.
Из-за травмы Альбертини не сыграл на чемпионате мира 2002 года.

## Игровая характеристика
Сильными сторонами Альбертини были его игровое мышление, видение поля, но более всего — его блестящие передачи и умение бить по воротам. В его время очень немногие игроки считались такими же мастерами длинного паса, как Альбертини, в этой связи его зачастую сравнивали с голландцем Рональдом Куманом.

## После завершения карьеры
18 мая 2006 года, в разгар коррупционного скандала в итальянском футболе, который привел к отставке Франко Карраро с поста президента итальянской федерации футбола и назначению Национальным олимпийским комитетом Италии временного комиссара, Гвидо Росси, Деметрио Альбертини был назначен вице-комиссаром федерации. 19 сентября, после отставки Росси, Альбертини также объявил о своей отставке.

## Статистика выступлений

### Клубная
| Клуб             | Сезон            | Чемпионат | Чемпионат | Кубок | Кубок | Еврокубки | Еврокубки | Прочие | Прочие | Всего | Всего |
| Клуб             | Сезон            | Игры      | Голы      | Игры  | Голы  | Игры      | Голы      | Игры   | Голы   | Игры  | Голы  |
| ---------------- | ---------------- | --------- | --------- | ----- | ----- | --------- | --------- | ------ | ------ | ----- | ----- |
| Милан            | 1988/89          | 1         | 0         | 0     | 0     | -         | -         | -      | -      | 1     | 0     |
| Милан            | 1989/90          | 1         | 0         | 0     | 0     | -         | -         | -      | -      | 1     | 0     |
| Милан            | 1990/91          | 0         | 0         | 2     | 0     | -         | -         | -      | -      | 2     | 0     |
| Падова           | 1990/91          | 28        | 5         | -     | -     | -         | -         | -      | -      | 28    | 5     |
| Милан            | 1991/92          | 28        | 3         | 5     | 0     | -         | -         | -      | -      | 33    | 3     |
| Милан            | 1992/93          | 29        | 2         | 6     | 0     | 7         | 1         | 1      | 0      | 43    | 3     |
| Милан            | 1993/94          | 26        | 3         | 0     | 0     | 13        | 1         | 2      | 0      | 41    | 4     |
| Милан            | 1994/95          | 30        | 2         | 4     | 0     | 11        | 0         | 2      | 0      | 47    | 2     |
| Милан            | 1995/96          | 30        | 0         | 3     | 0     | 5         | 0         | -      | -      | 38    | 0     |
| Милан            | 1996/97          | 29        | 8         | 2     | 0     | 5         | 1         | 1      | 0      | 37    | 9     |
| Милан            | 1997/98          | 28        | 0         | 9     | 2     | -         | -         | -      | -      | 37    | 2     |
| Милан            | 1998/99          | 29        | 2         | 3     | 0     | -         | -         | -      | -      | 32    | 2     |
| Милан            | 1999/00          | 26        | 1         | 1     | 0     | 5         | 0         | 1      | 0      | 33    | 1     |
| Милан            | 2000/01          | 12        | 0         | 2     | 0     | 11        | 2         | -      | -      | 25    | 2     |
| Милан            | 2001/02          | 24        | 0         | 4     | 0     | 8         | 0         | -      | -      | 36    | 0     |
| Атлетико         | 2002/03          | 28        | 2         | 2     | 1     | -         | -         | -      | -      | 30    | 3     |
| Лацио            | 2003/04          | 23        | 2         | 4     | 0     | 8         | 0         | -      | -      | 35    | 2     |
| Аталанта         | 2004/05          | 14        | 1         | 2     | 1     | -         | -         | -      | -      | 16    | 2     |
| Барселона        | 2004/05          | 5         | 0         | -     | -     | 1         | 0         | -      | -      | 6     | 0     |
| Всего за Милан   | Всего за Милан   | 293       | 21        | 41    | 2     | 65        | 5         | 7      | 0      | 406   | 28    |
| Всего за карьеру | Всего за карьеру | 391       | 31        | 49    | 4     | 74        | 5         | 7      | 0      | 521   | 40    |

### В сборной
| Италия |       |    |   |
| 1991   | 1     | 0  |   |
| 1992   | 4     | 0  |   |
| 1993   | 6     | 0  |   |
| 1994   | 14    | 0  |   |
| 1995   | 8     | 2  |   |
| 1996   | 7     | 0  |   |
| 1997   | 9     | 0  |   |
| 1998   | 10    | 0  |   |
| 1999   | 6     | 0  |   |
| 2000   | 11    | 0  |   |
| 2001   | 2     | 0  |   |
| 2002   | 1     | 0  |   |
| Всего  | Всего | 79 | 2 |

## Достижения
Национальные турниры
- Чемпион Италии (5): 1992, 1993, 1994, 1996, 1999 («Милан»)
- Обладатель Кубка Италии: 2004 («Лацио»)
- Обладатель Суперкубка Италии (4): 1988, 1992, 1993, 1994 («Милан»)
- Чемпион Испании : 2005 («Барселона»)
- Обладатель Суперкубка Испании: 2005 («Барселона»)

Международные клубные турниры
- Обладатель Кубка европейских чемпионов (3): 1989, 1990, 1994 («Милан»)
- Обладатель Суперкубка Европы (3): 1989, 1990, 1994 («Милан»)
- Обладатель Межконтинентального кубка (2): 1989, 1990 («Милан»)

Достижения в сборных
- Чемпион Европы среди молодёжных сборных (до 21 года) 1992 года
- Финалист чемпионата мира 1994 года
- Финалист чемпионата Европы 2000 года

Личные
- Входит в состав символической сборной чемпионата Европы 2000
- Введён в зал славы клуба «Милан»